# Langrend under vinter-OL 2018 – skiathlon – Herrer
Herrernes Skiathlon i langrend under vinter-OL 2018 blev afviklet på Alpensia Cross-Country Centre den 11. februar 2018.

## Konkurrencen
Herrernes Skiathlon er et løb, der i alt er på 30 km. Løbet, der har en samlet start, går over tre faser. Først løbes der 15 km klassisk stil, så følger et ’’pitstop’’, hvor der skiftes ski og derefter afsluttes med 15 km fri stil. 

## Resultat
Nedenfor er listet resultatet af løbet:
| Placering | Startnr. | Navn                   | Nation                        | 15 km klassisk | Placering | Pitstop | 15 km fristil | Placering | Sluttid   | Tidsdiff. |
| --------- | -------- | ---------------------- | ----------------------------- | -------------- | --------- | ------- | ------------- | --------- | --------- | --------- |
| 1.        | 7        | Simen Hegstad Krüger   | Norge                         | 40:46,1        | 14        | 27,7    | 35:06,2       | 1         | 1:16:20,0 | -         |
| 2.        | 6        | Martin Johnsrud Sundby | Norge                         | 40:30,5        | 2         | 35,1    | 35:22,4       | 2         | 1:16:28,0 | +8,0      |
| 3.        | 5        | Hans Christer Holund   | Norge                         | 40:33,3        | 7         | 28,5    | 35:28,1       | 5         | 1:16:29,9 | +9,9      |
| 4.        | 16       | Denis Spitsov          | Olympiske atleter fra Rusland | 40:35,0        | 13        | 31,2    | 35:26,5       | 3         | 1:16:32,7 | +12,7     |
| 5.        | 2        | Maurice Manificat      | Frankrig                      | 40:33,6        | 8         | 30,0    | 35:30,6       | 6         | 1:16:34,2 | 14,2      |
| 6.        | 3        | Dario Cologna          | Schweiz                       | 40:30,9        | 3         | 32,3    | 35:41,9       | 12        | 1:16:45,1 | 25,1      |
| 7.        | 10       | Andrew Musgrave        | Storbritannien                | 40:34,9        | 12        | 31,9    | 35:38,9       | 9         | 1:16:45,7 | 25,7      |
| 8.        | 4        | Alex Harvey            | Canada                        | 40:31,4        | 4         | 27,3    | 35:54,7       | 14        | 1:16:53,4 | 33,4      |
| 9.        | 22       | Martin Jakš            | Tjekkiet                      | 40:53,2        | 19        | 33,6    | 35:27,0       | 4         | 1:16:53,8 | 33,8      |
| 10.       | 1        | Johannes Høsflot Klæbo | Norge                         | 40:31,8        | 5         | 26,8    | 36:04,8       | 18        | 1:17:03,4 | 43,4      |

## Medaljeoversigt
| Event            | Guld                         | Sølv                           | Bronze                       |
| ---------------- | ---------------------------- | ------------------------------ | ---------------------------- |
| Skiathlon Herrer | Norge · Simen Hegstad Krüger | Norge · Martin Johnsrud Sundby | Norge · Hans Christer Holund |

## Eksterne Henvisninger
- Langrend Arkiveret 27. december 2017 hos  Wayback Machine på pyeongchang2018.com
- Det internationale skiforbund på fis-ski.com